# Gundapi, Khanapur
Gundapi là một làng thuộc tehsil Khanapur, huyện Belgaum, bang Karnataka, Ấn Độ.